# Antidythemis trameiformis
Antidythemis trameiformis är en trollsländeart som beskrevs av Kirby 1889. Antidythemis trameiformis ingår i släktet Antidythemis och familjen segeltrollsländor. Inga underarter finns listade i Catalogue of Life.